# Supreme Show
『Supreme Show』（スプリーム・ショー）は、2008年11月12日に発売された日本の歌手・鈴木亜美のエイベックス移籍後、4枚目のオリジナルアルバム。avex traxよりリリースされた。

## 解説
- 本作は中田ヤスタカが全曲サウンドプロデュースしている。ソニー時代以来、別のプロデューサーが本人にトータルプロデュースしたアルバムとなった。
- 「CD+DVD」「CDのみ」、「mu-mo限定盤CD+DVD」の計3形態で発売となった。
- 普通DVDには、2枚のシングルのプロモーションビデオと、2008年7月5日に行われたアニバーサリーシングル「ONE」発売記念イベントでのDJとしてデビュー映像を収録されている。限定DVDにはその日の後のライブ映像を収録されている。

## 収録曲

### CD
全作詞：中田ヤスタカ
| #         | タイトル                              | 作詞      | 作曲                   | 時間 |
| --------- | ------------------------------------- | --------- | ---------------------- | ---- |
| 1.        | 「TEN」                               |           | 中田ヤスタカ           | 4:59 |
| 2.        | 「can't stop the DISCO」              |           | 中田ヤスタカ           | 5:24 |
| 3.        | 「climb up to the top」               |           | 中田ヤスタカ           | 6:33 |
| 4.        | 「SUPER MUSIC MAKER (SA'08 S/A mix)」 |           | 中田ヤスタカ           | 5:16 |
| 5.        | 「Mysterious」                        |           | 中田ヤスタカ           | 4:35 |
| 6.        | 「change my life」                    |           | 中田ヤスタカ           | 3:29 |
| 7.        | 「LOVE MAIL」                         |           | 中田ヤスタカ・鈴木亜美 | 5:07 |
| 8.        | 「A token of love」                   |           | 中田ヤスタカ           | 6:09 |
| 9.        | 「TRUE」                              |           | 中田ヤスタカ           | 4:45 |
| 10.       | 「flower」                            |           | 中田ヤスタカ           | 4:10 |
| 11.       | 「ONE」                               |           | 中田ヤスタカ           | 5:35 |
| 合計時間: | 合計時間:                             | 合計時間: | 56:02                  |      |

### DVD
1. ONE (Music Clip)
2. can't stop the DISCO (Music Clip)
3. The first DJ play @ club asia

#### mu-mo/ファンクラブ限定盤
1. Cruising Party
2. Live performance @ club asia (FREE FREE〜can't stop the DISCO〜flower〜ONE)